# Prisoe Cove
Die Prisoe Cove (englisch; bulgarisch залив Присое saliw Prissoe) ist eine 3,7 km breite und 1,75 km lange Bucht auf der Ostseite der Johannes-Paul-II.-Halbinsel der Livingston-Insel im Archipel der Südlichen Shetlandinseln. Als Nebenbucht der Hero Bay liegt sie zwischen dem Agüero Point und dem Avitohol Point.
Bulgarische Wissenschaftler kartierten sie 2009. Die bulgarische Kommission für Antarktische Geographische Namen benannte sie 2010 nach der Ortschaft Prissoeto im Norden Bulgariens.